# Helminthotheca
Genre
Helminthotheca est un genre de plantes à fleurs de la famille des Asteraceae, comprenant cinq espèces d'herbacées originaires d'Europe, d'Afrique du Nord et du Moyen-Orient, mais dont certaines ont été introduites en Amérique du Nord, en Afrique et en Australie.

## Liste des espèces
Selon GBIF (11 juin 2021) :
- Helminthotheca aculeata (Vahl) Lack
- Helminthotheca balansae (Coss. & Durieu) Lack
- Helminthotheca comosa (Boiss.) Holub
- Helminthotheca echioides (L) Holub
- Helminthotheca echioides Linnaeus, 1753
- Helminthotheca glomerata (Pomel) Greuter
- Helminthotheca spinosa (DC.) Talavera & Tremetsberger

Selon la WCVP :
- Helminthotheca aculeata (Vahl) Lack, nom correct
- Helminthotheca algarbiensis (Franco) Zidorn, synonyme de Helminthotheca comosa subsp. lusitanica (Welw. ex Schlecht.) P.Silva & Escud
- Helminthotheca balansae (Coss. & Durieu) Lack, nom correct
- Helminthotheca comosa (Boiss.) Holub, nom correct
- Helminthotheca echioides (L.) Holub, nom correct
- Helminthotheca glomerata (Pomel) Greuter, nom correct
- Helminthotheca spinifera (Franco) Zidorn, synonyme de Helminthotheca comosa subsp. lusitanica (Welw. ex Schlecht.) P.Silva & Escud

## Systématique
Ce genre est décrit en 1756 par le botaniste allemand Johann Gottfried Zinn, qui le baptise Helminthotheca.
Ce taxon porte en français le nom vernaculaire ou normalisé « Picride ».
Les genres suivants sont synonymes de Helminthotheca :
- Crenamum Adans.[4]
- Helminthia DC.[4]
- Helminthia Juss., 1789[1]
- Helminthotheca Vaill., 1754[1]
- Hieraciastrum Heist. ex Fabr.[4]
- Vigineixia Pomel[4]

Selon GRIN (11 juin 2021), Helminthotheca Zinn est possiblement synonyme de Picris L.